# Cândido Rodrigues
Cândido Rodrigues là một đô thị ở bang São Paulo của Brasil.
Đô thị này được thành lập ngày 9/9/1912.

## Địa lý
Đô thị này nằm ở vĩ độ 21º19'31" độ vĩ nam và kinh độ 48º37'51" độ vĩ tây, trên khu vực có độ cao 610 m. Dân số năm 2004 ước tính là 2.759 người.

## Thông tin nhân khẩu
Dữ liệu dân số theo điều tra dân số năm 2000
Tổng dân số: 2.613
- Dân số thành thị: 1.946
- Dân số nông thôn: 667
- Nam giới: 1.287
- Nữ giới: 1.326

Mật độ dân số (người/km²): 37,60
Tỷ lệ tử vong trẻ sơ sinh dưới 1 tuổi (trên một triệu người): 15,80
Tuổi thọ bình quân (tuổi): 71,25
Tỷ lệ sinh (số trẻ trên mỗi bà mẹ): 2,64
Tỷ lệ biết đọc biết viết: 89,26%
Chỉ số phát triển con người (HDI-M): 0,776
- Chỉ số phát triển con người - Thu nhập: 0,694
- Chỉ số phát triển con người - Tuổi thọ: 0,771
- Chỉ số phát triển con người - Giáo dục: 0,862

(Nguồn: IPEADATA)

### Sông ngòi
- Rio da Onça

### Các xa lộ
- SP-310